# Hermann Paepcke

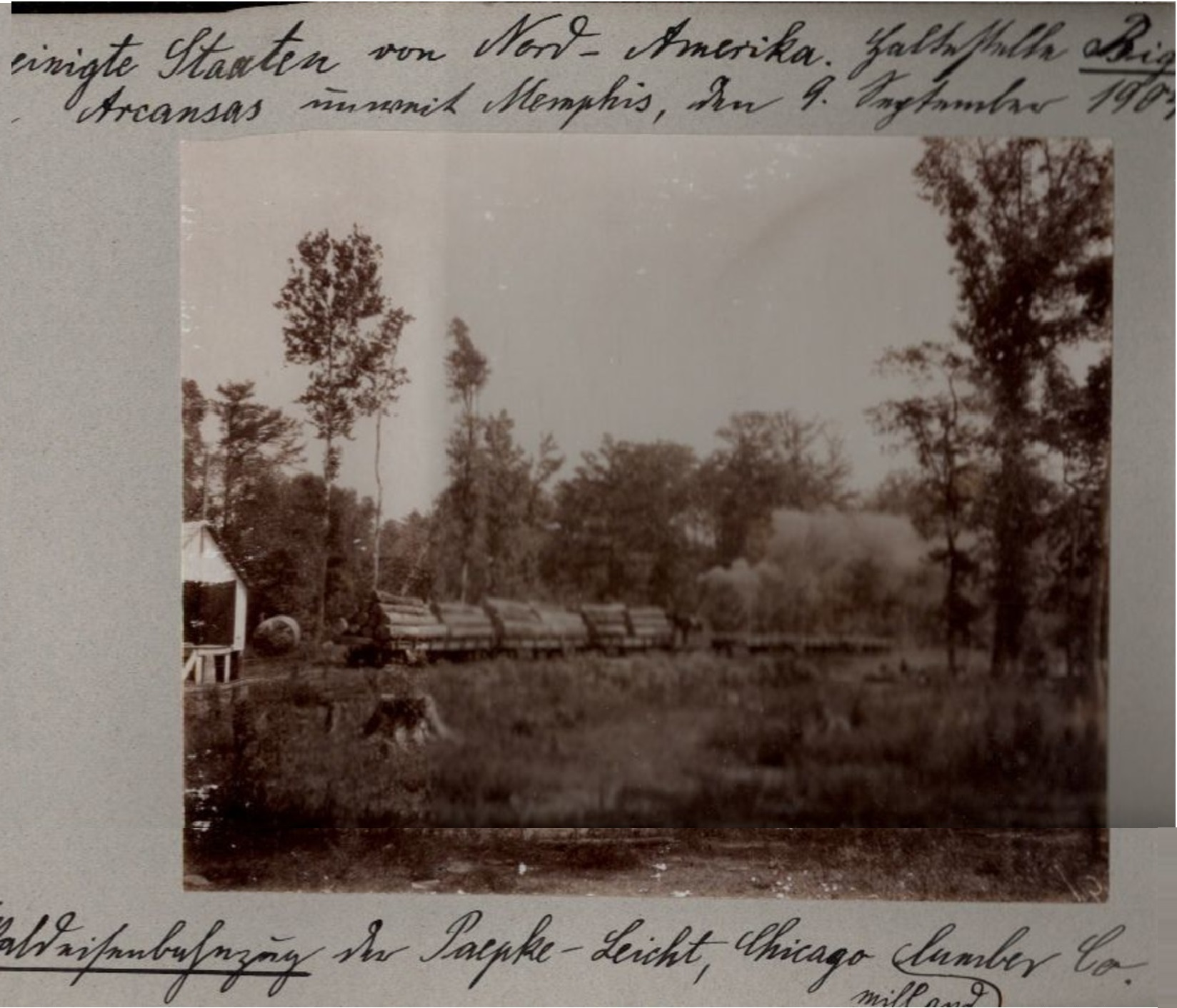
Waldbahn der Paepcke-Leicht, Chicago Mill and Lumber Co., Vereinigte Staaten von Nord-Amerika. Big Lake, Arkansas unweit West Memphis, den 9. September 1904

Hermann Paepcke (* 1851 in Teterow, Mecklenburg; † 1922 in Chicago) war ein Sägewerksbesitzer in den USA. 

## Berufliche Aktivitäten
Hermann Paepcke gründete um 1885 die Paepcke-Wagner Company, die später als Chicago Mill and Lumber Company firmierte.
Anfangs handelte es sich ausschließlich um ein kleines mit einer Dampfmaschine betriebenes Sägewerk, aber später spezialisierte sich das Unternehmen auf die Herstellung von Holzkisten und wuchs zu einem bedeutenden Holzvertriebsunternehmen in Chicago. Hermann Paepcke eröffnete 1898 eine Niederlassung in Greenville (Mississippi), die bis in die 1920er Jahre als Paepcke-Leicht Lumber Company betrieben wurde. Weitere Niederlassungen eröffnete er in Blytheville (Arkansas), Helena (Arkansas) und Cairo (Illinois). 
Er heiratete Paula Paepcke (geb. Wagner), eine Tochter deutscher Einwanderer,
und vererbte sein Unternehmen nach seinem Tod an ihren gemeinsamen Sohn Walter Paul Paepcke (1896–1960). Im Jahr 1926 fusionierte Walter Paepcke mit der Container Corporation of America, wodurch das Unternehmen in den 1940er Jahren zum größten Papierbehälterhersteller der Vereinigten Staaten wurde. Die Chicago Mill and Lumber Company wurde 1965 aufgekauft und ihr Sägewerk in Greenville, Mississippi, war noch bis 1980 in Betrieb.